# The Hiss
The Hiss foi uma banda de rock fundada em Atlanta, Estados Unidos, em 2000. Uma de suas canções, "Back on the Radio" (De Volta no Rádio) figurou na trilha sonora do jogo eletrônico Tony Hawk's Underground 2.

## Membros

### Última formação
- Adrian Barrera - vocal e guitarra
- George Reese - baixo
- Todd Galpin - bateria
- Milton Chapman - teclado e órgão
- Ian Franco: guitarra
- Johnny Kral: baixo
- Mahjula Bah-Kamara: baixo

## Discografia

### Álbuns
- Panic Movement - 2004 - Sanctuary Records
- Chocolate Hearts - 2007

### Singles
- "Triumph" - 2003 - RU #53
- "Clever Kicks" - 2003 - UK #49
- "Back On The Radio" - 2003 - RU #65